# Scottish FA Cup 1896/97
Der Scottish FA Cup wurde 1896/97 zum 24. Mal ausgespielt. Der wichtigste schottische Fußball-Pokalwettbewerb, der vom Schottischen Fußballverband geleitet und ausgetragen wurde, begann am 9. Januar 1897 und endete mit dem Finale am 20. März 1897 im Hampden Park von Glasgow. Als Titelverteidiger startete Heart of Midlothian in den Wettbewerb, das sich im Vorjahresfinale gegen Hibernian Edinburgh im Edinburgh Derby durchgesetzt hatte und zum zweiten Mal nach 1891 den Titel holte. Im diesjährigen Endspiel um den Schottischen Pokal standen sich die Glasgow Rangers und der Zweitligist FC Dumbarton gegenüber. Mit einem 5:1-Sieg gewannen die Rangers bei ihrer dritten Endspielteilnahme nach 1877 und 1894 zum zweiten Mal den Scottish FA Cup. Der FC Dumbarton verlor bei der sechsten Endspielteilnahme zum fünften Mal nach Niederlagen in den Jahren 1881, 1882, 1887 und 1891. Einzig im Jahr 1883 war die Mannschaft erfolgreich. Die Rangers wurden in der Saison 1896/97 der schottischen Meisterschaft Tabellendritter hinter Heart of Midlothian und Hibernian Edinburgh. Der FC Dumbarton belegte den letzten Platz in der Division Two und zog seine Mannschaft zudem am Ende der Saison aus der zweithöchsten Spielklasse zurück und übernahm den Amateurstatus. Erst im Jahr 1905 kehrte der Verein zurück in die professionelle Scottish Football League.

## 1. Runde
Ausgetragen wurden die Begegnungen am 9. Januar 1897. Das Wiederholungsspiel fand am 16. Januar 1897 statt.
|                     | Ergebnis |                      |
| ------------------- | -------- | -------------------- |
| FC Abercorn         | 4:0      | FC Hurlford          |
| FC Arthurlie        | 4:2      | Celtic Glasgow       |
| FC Blantyre         | 5:0      | FC Bathgate          |
| FC Dumbarton        | 2:1      | Raith Rovers         |
| FC Duncrab Park     | 1:10     | Hibernian Edinburgh  |
| FC Dundee           | 7:1      | FC Inverness Thistle |
| FC Falkirk          | 2:0      | FC Orion             |
| Heart of Midlothian | 2:0      | FC Clyde             |
| Leith Athletic      | 5:1      | FC Dunblane          |
| Lochgelly United    | 1:2      | FC King’s Park       |
| Greenock Morton     | 3:1      | FC St. Johnstone     |
| FC Motherwell       | 3:3      | FC Kilmarnock        |
| Partick Thistle     | 2:4      | Glasgow Rangers      |
| FC St. Bernard’s    | 2:1      | FC Queen’s Park      |
| FC St. Mirren       | 5:1      | FC Renton            |
| Third Lanark        | 8:1      | FC Newton Stewart    |

### Wiederholungsspiel
|               | Ergebnis |               |
| ------------- | -------- | ------------- |
| FC Kilmarnock | 5:2      | FC Motherwell |

## Achtelfinale
Ausgetragen wurden die Begegnungen zwischen dem 23. Januar und 6. Februar 1897. Die Wiederholungsspiele fanden zwischen dem 30. Januar und 20. Februar 1897 statt.
|                  | Ergebnis |                     |
| ---------------- | -------- | ------------------- |
| FC Abercorn      | 4:1      | FC Blantyre         |
| FC Arthurlie     | *0:2 *   | Greenock Morton     |
| FC Dumbarton     | 4:4      | Leith Athletic      |
| FC Dundee        | *4:2 *   | FC King’s Park      |
| FC Kilmarnock    | *3:1 *   | FC Falkirk          |
| Glasgow Rangers  | 3:0      | Hibernian Edinburgh |
| FC St. Bernard’s | 5:0      | FC St. Mirren       |
| Third Lanark     | 5:2      | Heart of Midlothian |

### Wiederholungsspiele
|                 | Ergebnis |                |
| --------------- | -------- | -------------- |
| Greenock Morton | 5:1      | FC Arthurlie   |
| Leith Athletic  | 3:3      | FC Dumbarton   |
| FC Dundee       | 5:0      | FC King’s Park |
| FC Falkirk      | 3:7      | FC Kilmarnock  |

### 2. Wiederholungsspiel
|              | Ergebnis |                |
| ------------ | -------- | -------------- |
| FC Dumbarton | 3:2      | Leith Athletic |

## Viertelfinale
Ausgetragen wurden die Begegnungen zwischen dem 13. und 27. Februar 1897. Das Wiederholungsspiel fand am 27. Februar 1897 statt.
|                 | Ergebnis |                  |
| --------------- | -------- | ---------------- |
| FC Dumbarton    | 2:0      | FC St. Bernard’s |
| FC Dundee       | 0:4      | Glasgow Rangers  |
| FC Kilmarnock   | 3:1      | Third Lanark     |
| Greenock Morton | 2:2      | FC Abercorn      |

### Wiederholungsspiel
|             | Ergebnis |                 |
| ----------- | -------- | --------------- |
| FC Abercorn | 2:3      | Greenock Morton |

## Halbfinale
Ausgetragen wurden die Begegnungen am 13. März 1897. 
|                 | Ergebnis |                 |
| --------------- | -------- | --------------- |
| FC Dumbarton    | 4:3      | FC Kilmarnock   |
| Greenock Morton | 2:7      | Glasgow Rangers |

## Finale
| Glasgow Rangers                         | Glasgow Rangers | FC Dumbarton | FC Dumbarton |
| --------------------------------------- | --- | --- | ------------ |
| Glasgow Rangers                         | \| Finale \| \| 20. März 1897 in Glasgow (Hampden Park) \| \| Ergebnis: 5:1 (1:0) \| \| Zuschauer: 14.000 \| \| Schiedsrichter: n. b. \| \| Spielbericht \|                         | \| Finale \| \| 20. März 1897 in Glasgow (Hampden Park) \| \| Ergebnis: 5:1 (1:0) \| \| Zuschauer: 14.000 \| \| Schiedsrichter: n. b. \| \| Spielbericht \|                              | FC Dumbarton |
| Glasgow Rangers                         | Matthew Dickie – Nicol Smith, Jock Drummond, Neilly Gibson, Andrew McCreadie, David Mitchell, Thomas Low, John McPherson, James Millar, Tommy Hyslop, Alex Smith Cheftrainer: n. b. | John Docherty – Daniel Thomson, Andrew Mauchlen, Alex Miller, John Gillan, Albert Sanderson, Lewis Mackie, Willie Speedie, Robert Hendry, Willie Thomson, Jack Fraser Cheftrainer: n. b. | FC Dumbarton |
| Glasgow Rangers                         | 1:0 Jim Miller (42.) Tommy Hyslop (55.) John McPherson (69.) Alex Smith (71.) Jim Miller (74.)                                                                                      | Daniel Thomson (??.) | FC Dumbarton |
| Finale                                  | | |              |
| 20. März 1897 in Glasgow (Hampden Park) | | |              |
| Ergebnis: 5:1 (1:0)                     | | |              |
| Zuschauer: 14.000                       | | |              |
| Schiedsrichter: n. b.                   | | |              |
| Spielbericht                            | | |              |